# Sandracottus femoralis
Sandracottus femoralis är en skalbaggsart som beskrevs av Heller 1934. Sandracottus femoralis ingår i släktet Sandracottus och familjen dykare. Inga underarter finns listade i Catalogue of Life.